# Clermont County
Clermont County ist ein County im Bundesstaat Ohio der Vereinigten Staaten. Der Verwaltungssitz (County Seat) ist Batavia.

## Geographie
Das County liegt fast im äußersten Südwesten von Ohio, grenzt im Süden an Kentucky und hat eine Fläche von 1185 Quadratkilometern, wovon 15 Quadratkilometer Wasserfläche sind. Es grenzt im Uhrzeigersinn an folgende Countys: Warren County, Clinton County, Brown County, Bracken County (Kentucky), Pendleton County (Kentucky), Campbell County (Kentucky) und Hamilton County. Das County ist Teil der Metropolregion Cincinnati.

## Geschichte
Clermont County wurde am 6. Dezember 1800 aus Teilen des Hamilton County gebildet. Benannt wurde es nach der französischen Stadt Clermont-Ferrand, die bis Mitte des 18. Jahrhunderts nur Clermont hieß.
27 Bauwerke und Stätten des Countys sind im National Register of Historic Places eingetragen (Stand 9. April 2018).

## Demografische Daten

Alterspyramide des Clermont County

Nach der Volkszählung im Jahr 2000 lebten im Clermont County 177.977 Menschen in 66.013 Haushalten und 49.047 Familien. Die Bevölkerungsdichte betrug 152 Einwohner pro Quadratkilometer. Ethnisch betrachtet setzte sich die Bevölkerung zusammen aus 97,13 Prozent Weißen, 0,91 Prozent Afroamerikanern, 0,19 Prozent amerikanischen Ureinwohnern, 0,63 Prozent Asiaten, 0,02 Prozent Bewohnern aus dem pazifischen Inselraum und 0,26 Prozent aus anderen ethnischen Gruppen; 0,86 Prozent stammten von zwei oder mehr Ethnien ab. 0,87 Prozent der Bevölkerung waren spanischer oder lateinamerikanischer Abstammung.
Von den 66.013 Haushalten hatten 38,1 Prozent Kinder und Jugendliche unter 18 Jahre, die bei ihnen lebten. 60,4 Prozent waren verheiratete, zusammenlebende Paare, 10,0 Prozent waren allein erziehende Mütter, 25,7 Prozent waren keine Familien, 21,0 Prozent waren Singlehaushalte und in 7,0 Prozent lebten Menschen im Alter von 65 Jahren oder darüber. Die Durchschnittshaushaltsgröße betrug 2,67 und die durchschnittliche Familiengröße lag bei 3,11 Personen.
Auf das gesamte County bezogen setzte sich die Bevölkerung zusammen aus 27,9 Prozent Einwohnern unter 18 Jahren, 8,4 Prozent zwischen 18 und 24 Jahren, 31,7 Prozent zwischen 25 und 44 Jahren, 22,6 Prozent zwischen 45 und 64 Jahren und 9,4 Prozent waren 65 Jahre alt oder darüber. Das Durchschnittsalter betrug 35 Jahre. Auf 100 weibliche Personen kamen 96,4 männliche Personen. Auf 100 Frauen im Alter von 18 Jahren oder darüber kamen statistisch 93,6 Männer.
Das jährliche Durchschnittseinkommen eines Haushalts betrug 49.386 USD, das Durchschnittseinkommen der Familien betrug 57.032 USD. Männer hatten ein Durchschnittseinkommen von 40.739 USD, Frauen 27.613 USD. Das Prokopfeinkommen betrug 22.370 USD. 5,3 Prozent der Familien und 7,1 Prozent der Bevölkerung lebten unterhalb der Armutsgrenze. Davon waren 8,7 Prozent Kinder oder Jugendliche unter 18 Jahre und 7,9 Prozent waren Menschen über 65 Jahre.

## Orte in Clermont County

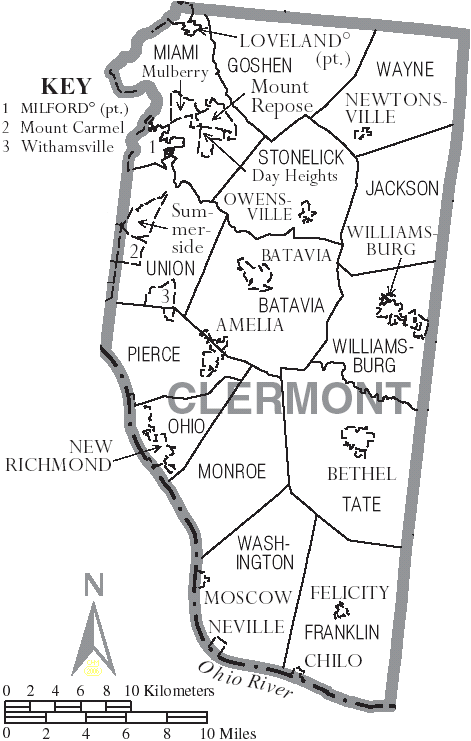
Karte des Clermont Countys

### Städte
- Loveland
- Milford

### Dörfer
| - Amelia - Batavia - Bethel - Chilo | - Felicity - Moscow - Neville - New Richmond | - Newtonsville - Owensville - Williamsburg |

### Census-designated places
| - Cherry Grove - Day Heights | - Mount Carmel - Mount Repose | - Mulberry - Summerside | - Withamsville |

### Townships
| - Batavia Township - Franklin Township - Goshen Township - Jackson Township - Miami Township | - Monroe Township - Ohio Township - Pierce Township - Stonelick Township - Tate Township | - Union Township - Washington Township - Wayne Township - Williamsburg Township |